# Chris Messina
Christopher Reaves Messina (nascut el 7 de gener de 1981) és un blogger, consultor de productes i orador nord-americà que és conegut per ser l'inventor de l'etiqueta tal com s'utilitza actualment a les plataformes de xarxes socials. En un tuit del 2007, Messina va proposar l'agrupació vertical/associacional de missatges, tendències i esdeveniments a Twitter mitjançant hashtags. L'etiqueta hashtag estava pensada per ser un tipus d'etiqueta de metadades que permetés als usuaris aplicar etiquetatges dinàmics generats per l'usuari, cosa que feia possible que altres trobessin fàcilment missatges amb un tema o contingut específic. Va permetre l'etiquetatge fàcil i informal de la folksonomia sense necessitat de cap taxonomia formal o llenguatge de marques. Des d'aleshores, els hashtags s'han referit com els "escoltes", "forats de cuc", "màquines del temps" i "venes" d'Internet.
| «                                                                                                | (anglès) How do you feel about using # (pound) for groups. As in #barcamp [msg]? | (català) Com us sembla utilitzar # (lliura) per a grups. Com a #barcamp [msg]? | » |
| — Tweet original de Chris Messina que proposava l'ús d'etiquetes el 23 d'agost de 2007 a Twitter |                                                                                  |                                                                                |   |

Tot i que la resposta inicial de Twitter a l'ús proposat de Messina dels hashtags va ser negativa "aquestes coses són per a nerds" una sèrie d'esdeveniments, inclòs el devastador incendi al comtat de San Diego a finals d'aquell any 2007, van veure el primer ús generalitzat de #sandiegofire per permetre als usuaris per rastrejar fàcilment les actualitzacions sobre el foc. L'ús dels hashtags es va estendre finalment a Twitter, i a finals de la dècada es va poder veure a la majoria de plataformes de xarxes socials, com Instagram, Facebook, Reddit i YouTube, tant que Instagram va haver de col·locar oficialment un espai de "30 hashtags" limitat a les seves publicacions per evitar que la gent abusés de l'ús dels hashtags. Els instagramers finalment van eludir aquest límit publicant hashtags a la secció de comentaris de les seves publicacions. L'any 2018, més del 85% dels 50 llocs web principals per trànsit a Internet utilitzaven hashtags.
Posteriorment, Messina es va convertir en el líder de l'experiència de desenvolupament a Uber del 2016 al 2017 i el 2018assoliria la classificació del número 1 a ProductHunt.com. Convertint-se en un evangelista de la tecnologia que és un defensor del codi obert, estàndards oberts, microformats i OAuth. Messina també és conegut per la seva implicació per ajudar a crear els moviments BarCamp, Spread Firefox i coworking.

## Carrera
Messina va treballar com a defensor de codi obert a l'empresa d'identitat Vidoop i abans era el cofundador de l'agència de màrqueting Citizen Agency. Va treballar a Google com a defensor del web obert, marxant per unir-se a l'empresa emergent NeonMob. Es va graduar a la Universitat Carnegie Mellon el 2003 amb una llicenciatura en Disseny de Comunicació. Del 2016 al gener del 2017, Messina va dirigir l'equip d'experiència de desenvolupament d'Uber, on va fer complir els termes i condicions de les API propietat d'Uber.
Messina va cofundar Citizen Agency, una empresa que es descriu a si mateixa com "una consultoria d'Internet especialitzada en el desenvolupament d'estratègies centrades en la comunitat al voltant de la investigació, el disseny, el desenvolupament i el màrqueting de productes" amb Tara Hunt i Ben Metcalfe, que des de llavors ha deixat l'empresa.
Ha estat un defensor del programari de codi obert, sobretot Firefox i Flock. I com a voluntari de la campanya Spread Firefox, va dissenyar l'anunci de Firefox de 2004 que va aparèixer a The New York Times el 16 de desembre de 2004. El 2008, va guanyar un premi Google-O'Reilly Open Source al millor amplificador comunitari per a BarCamp, Microformats i Spread Firefox.
El febrer de 2018, Messina va llançar Molly, un lloc web d'estil AMA on les preguntes es responen mitjançant les publicacions de les xarxes socials de la persona.

## Inventant el hashtag
Les campanyes socials han començat a tenir un títol en forma de hashtag. La Unió Internacional de Telecomunicacions va aprovar el novembre de 1988 una recomanació que posava el símbol coixinet # al costat dret del 0 a la disposició dels botons dels polsadors dels telèfons. Aquesta mateixa disposició encara s'utilitza avui en dia a la majoria de telèfons amb programari (vegeu el marcador d'Android per exemple). La recomanació de l'ITU tenia 2 opcions de disseny per al coixinet: una versió europea on el signe coixinet es va construir amb un angle de 90 graus i una versió nord-americana amb un angle de 80 graus. La versió nord-americana sembla haver prevalgut, ja que la majoria dels signes de coixinet a Europa segueixen ara la inclinació de 80 graus. El signe de lliura es va adoptar per utilitzar-lo a les xarxes IRC cap al 1988 per etiquetar grups i temes. Els canals o temes que estan disponibles a tota una xarxa IRC tenen el prefix d'un símbol hash (en contraposició als locals d'un servidor, que utilitzen un ampersand). HTML ha usat # com a identificador de fragments des del començament de la World-Wide Web (al voltant de 1993).
L'ús del signe de lliura a l'IRC va inspirar a Chris Messina a proposar un sistema similar per utilitzar-lo a Twitter per etiquetar temes d'interès a la xarxa de microblogging. Va publicar el primer hashtag a Twitter. El suggeriment de Messina d'usar l'etiqueta no va ser adoptat per Twitter, però la pràctica es va enlairar després que els hashtags es van utilitzar àmpliament en els tuits relacionats amb els incendis forestals de San Diego del 2007 al sud de Califòrnia. Segons Messina, va suggerir l'ús de l'etiqueta per facilitar als usuaris "laics" cercar contingut i trobar actualitzacions rellevants específiques; eren per a persones que no tenen els coneixements tecnològics per navegar pel lloc. Per tant, el hashtag "va ser creat orgànicament pels usuaris de Twitter com una forma de categoritzar els missatges". Avui són per a qualsevol persona, amb o sense coneixements tècnics, per imposar fàcilment prou anotació per ser útil sense necessitat d'un sistema més formal o d'adherir-se a molts detalls tècnics.
En l'àmbit internacional, l'etiqueta es va convertir en una pràctica d'estil d'escriptura per a publicacions de Twitter durant les protestes electorals iranianes de 2009-2010; Els usuaris de Twitter dins i fora de l'Iran van utilitzar hashtags tant en anglès com en persa a les comunicacions durant els esdeveniments. El primer ús publicat del terme "etiqueta hash" va ser en una entrada al bloc de Stowe Boyd, "Hash Tags = Twitter Groupings", el 26 d'agost de 2007, segons el lexicògraf Ben Zimmer, president d'American Dialect Society's New Words Committee.

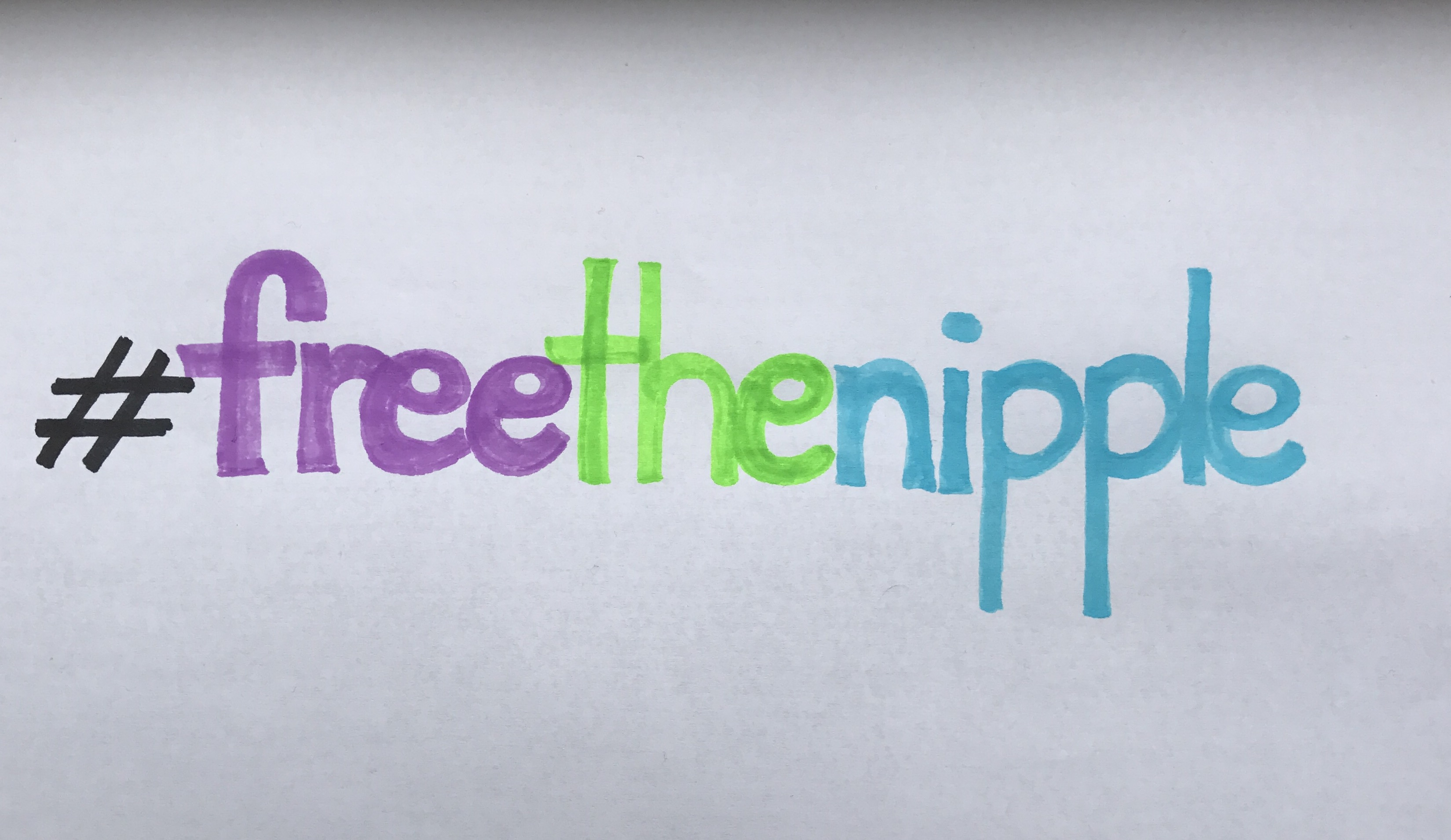
Tant els moviments #MeToo com #FreeTheNipple utilitzen hashtags al seu títol

A partir del 2 de juliol de 2009, Twitter va començar a enllaçar tots els hashtags dels tuits als resultats de la cerca de Twitter per a la paraula amb hashtag (i per a l'ortografia estàndard de les paraules habitualment mal escrites). El 2010, Twitter va introduir "Trending Topics" a la pàgina principal de Twitter, mostrant hashtags que s'estan popularitzant ràpidament. Twitter té un algorisme per fer front als intents d'enviar correu brossa a la llista de tendències i garantir que els hashtags tendeixen de manera natural.
Tot i que el hashtag va començar amb més popularitat a Twitter com la principal plataforma de xarxes socials per a aquest ús, l'ús s'ha estès a altres llocs de xarxes socials com Instagram, Facebook, Flickr, Tumblr i Google+.

## Premsa
Messina va aparèixer amb Hunt, també la seva exnòvia, a "So Open it Hurts", a San Francisco Magazine (agost de 2008). L'article detallava la seva relació molt pública i oberta compartida a Internet i les lliçons que van treure d'aquesta experiència.